# While My Heart Beats
While My Heart Beats è il secondo album di Jeff Ament il bassista dei Pearl Jam, pubblicato il 12 giugno 2012 da Monkeywrench Records.
L'album è stato registrato tra aprile 2009 e maggio 2011 al Horseback Court, lo studio di Ament a Blue Mountain, nel Montana. Richard Stuverud ha suonato la batteria per la maggior parte dell'album; Matt Cameron, il batterista dei Pearl Jam ha suonato su due tracce, Mike McCready ha suonato la chitarra in "When the Fire Comes", "War in Your Eyes", "When the Fire Comes" e "War in Your Eyes". Joseph Arthur, il compagno di band di Ament nei RNDM, ha fornito la voce per "When the Fire Comes".

## Tracce
Tutte le canzoni sono state scritte da Jeff Ament.
1. "Ulcers & the Apocalypse" - 3:14
2. "When the Fire Comes" - 3:27
3. "War in Your Eyes" - 3:48
4. "While My Heart Beats" - 6:36
5. "Shout and Repeat" - 2:38
6. "Give It a Name" - 2:31
7. "The Answers" - 3:36
8. "Time to Pay" - 2:26
9. "Take My Hand" - 2:58
10. "Down to Sleep" - 4:16
11. "Never Forget" - 2:52